# Eunomia caymanensis
Eunomia caymanensis är en fjärilsart som beskrevs av George Francis Hampson 1911. Eunomia caymanensis ingår i släktet Eunomia och familjen björnspinnare. Inga underarter finns listade i Catalogue of Life.